# Набутів
Набу́тів — село в Україні, у Черкаському районі Черкаської області, центр Набутівської сільської громади. У селі мешкає 875 людей.

## Походження назви
Назва села Набутів, можливо, пішла від великих каменів-валунів, що підіймалися внизу, біля монастиря, а нині аграрного ліцею. Ці великі камені височіли над широкою, на той час судноплавною, річкою Россю. Називали їх «бути». Лише тут можна було переходити Рось на той бік до «Дерня» (нині село Деренковець). Тому перехожі говорили: «Іду на бути», а село, що розташувалося вище за бутами та понад бутами уздовж берега річки, стали називати Набутів. Існує ще багато припущень щодо історичної назви села.[джерело?]
Існує інша версія походження назви села. На його місці знаходився хутір, який належав козаку Буту. От і казали: «Йду на Бутів (хутір)».

## Географія
У селі струмок Безіменний впадає у річку Рось.

## Інфраструктура
У селі працюють дільнична лікарня, яка обслуговує майже 6000 осіб жителів навколишніх сіл; діє цукровий завод ТОВ «Приват Агро-Черкаси», який був збудований ще в 1850 р. князем П. П. Лопухіним; функціонують сільський клуб, бібліотека, торговельні установи, відділення зв'язку.

## Історія Набутова
В часи України-Русі на місці Набутова було городище Дверен. Перша про нього згадка відноситься до зими 1192/1193 рр., коли Дверен було надано овруцьким князем Рюриком Ростиславичем половецькому хану Контувдію. Дверен був зруйнований монголо-татарами в ХІІІ ст. В люстрації Київської землі близько 1471 р. Набутів вже був селом і називався Терпсеєв. Перша згадка назви Набутів відноситься до 1714 р. і міститься у «Відомостях про Корсунське староство і сусідні з ним маєтки». За подимним переписом Київського воєводства в Набутові було 13 хат, за люстрацією Корсунського староства 1765 р. - 43 хати, а за люстрацією Корсунського староства 1789 р. - вже було 100 хат. У 1864 р. в селі проживало 423 особи.
На фронтах Другої світової війни загинуло 68 односельців. На їх честь встановлено пам'ятник загиблим воїнам біля сільського клубу та на місцевому цвинтарі. Село було звільнене від нацистських окупантів 11.02.1944 р.

## Відомі люди
Уродженці села:
- Завертайло Іван Демидович (07.07.1922-22.07.2001), Герой Соціалістичної Праці, нагороджений також орденом Леніна; мешканець села.
- Шевченко Руслан Андрійович (1978—2022) — старший солдат Збройних сил України, учасник російсько-української війни.